# TKc100
TKc100 – oznaczenie towarowych parowozów – tendrzaków o układzie osi 1B (1-2-0) według systemu oznaczeń PKP. Na PKP w rzeczywistości nie eksploatowano parowozów z takim oznaczeniem serii, natomiast nosił je parowóz TKc100-1648 należący do Gminnej Spółdzielni Samopomoc Chłopska w Łodzi, który wcześniej był niewłaściwie zaliczony na PKP do serii TKb100. 
Parowóz TKc100-1648 należał do typu T4¹ kolei pruskich. Wyprodukowany został w 1893 roku przez Henschel & Sohn w Kassel (numer fabryczny 3838). W 1927 roku kocioł parowozu został zamieniony na nowy kocioł firmy Borsig na parę przegrzaną (numer fabryczny kotła	1648). Początkowo służył na kolejach pruskich, a 26 stycznia 1917 został sprzedany na Słupskie Koleje Lokalne (Stolper Kreisbahn, StKB), od 1940 pozostające pod wspólnym zarządem Pommersche Landesbahnen). W 1945 roku trafił na PKP, gdzie zaliczono go do serii TKb100 i nadano mu numer TKb100-10. W 1953 roku został skreślony z inwentarza PKP i sprzedany Gminnej Spółdzielni Samopomoc Chłopska w Łodzi, gdzie nosił numer TKc100-1648 (od prawidłowego oznaczenia PKP i numeru kotła). W 1979 został wycofany z eksploatacji i przekazany do Muzeum Kolejnictwa w Warszawie, gdzie stoi do dziś z fikcyjnym oznaczeniem PKP TKc100-1.